# Linzi béke
A linzi béke III. Ferdinánd császár, magyar király és I. Rákóczi György erdélyi fejedelem által 1645. december 16-án megkötött békeszerződés, a harmincéves háború idején.

## Előzményei
Az ellenreformáció egyre erőszakosabbá vált Magyarországon is, és az előző békék vallásgyakorlással kapcsolatos törvényeit nem tartották be a rendek tiltakozása ellenére sem, vagy elszabotálták. 
1644-ben, a harmincéves háború keretében, I Rákoczi György szövetségben a Svéd Királysággal megindította hadait III. Ferdinánd ellen. A váltakozó sikereket hozó első év után, 1645-ben Munkácson szövetséget kötött XIV. Lajos francia királlyal és Brünn mellett csatlakozott a svéd hadsereghez. A szultán azonban visszaparancsolta Rákóczi hadait a Magyar Királyság keleti részére, így a fejedelem inkább a békekötést választotta.

## A béke megkötése
Rákóczi követei, Lónyay Zsigmond és Kemény János már 1644 májusában tárgyalásokat folytattak Ferdinánd képviselőivel, Lippay György esztergomi érsekkel és Esterházy Miklós nádorral, Szendrő várában, ezek azonban – többek között a nádor heves magatartása miatt – nem vezettek eredményhez. 1644 júniusában újabb kísérlet történt a békekötésre a nádor sárosi táborában (a fejedelem részéről Lónyay Zsigmond, Serédy István és Klobusiczky András jelentek meg), a következő tárgyalássorozatot pedig 1644 szeptemberétől 1645 márciusáig Nagyszombatban tartották, ám ezek is sikertelenek maradtak, a Ferdinándot képviselő főpapok és németek akadékoskodása, Esterházy nádor fennhéjázó eljárása és a fejedelem kielégítésének kérdésében tanúsított ellenállása, illetve a másik részről az erdélyi küldöttek makacskodása miatt.
Ezt követően Ferdinánd – részben a külföldi háborús események kényszerítő hatása alatt – nagyobb engedményekre volt hajlandó, és 1645 júniusában az indulatos, makacs nádor helyett az ügyes, simulékony Tőrös János kamarai tanácsost bízta meg az alkudozások befejezésével. Tőrös teljesítette a rábízott feladatot, és hosszas viták közepette, 1645 június-augusztusa között létrehozta a megegyezést. Rákóczi augusztus 22-én írta alá a kicserélendő békeokmányokat, amelyeket nagy követség vitt Linzbe, ahol 1645 december 16-án Ferdinánd is aláírta őket.
Az 1646 augusztusában kezdődő országgyűlés végül 1647 júniusában törvénybe iktatta a béke pontjait.

## Tartalma
A linzi béke 9 pontban biztosította a vallásgyakorlat teljes szabadságát az urak, városok, községek és – első ízben – a jobbágyok számára; elrendelte a háború alatt jogtalanul elfoglalt protestáns templomok visszaszolgáltatását, a függőben levő többi vallásügyi kérdést (tized, jezsuiták stb.) a legközelebbi országgyűlés elé utalta. Rákóczi élete végéig megtarthatta a Bethlen Gábor fejedelem birtokában volt hét vármegyét (Abaúj, Zemplén, Borsod, Bereg, Ugocsa, Szabolcs, Szatmár), azzal a kikötéssel, hogy halála után ezek a koronára szállnak, Szabolcs és Szatmár kivételével, amelyeket fiai is halálukig megtarthatnak. Ezen felül Rákóczi kárpótlás címén megkapta Tokaj és Regéc várát, Tarcal városával és több apró helységgel, Bethlen István és Péter magvaszakadása esetére Ecsed várát is Felső- és Nagybányával.